# Denis Charles Jean Marie de Mac-Carthy
Denis Charles Jean Marie de Mac-Carthy, seigneur de la Martière, est un homme politique français né le 17 avril 1757 au Cap-Français (colonie de Saint-Domingue) et mort le 18 avril 1831 à La Rochelle (Charente-Maritime).

## Biographie
Créole issu d'une famille jacobite irlandaise, fils de Denis Mac Carthy, seigneur de la Martière, officier de marine et planteur esclavagiste à Saint-Domingue, et de Renée Robert de Vérigny, il est capitaine de dragons sous l'Ancien Régime. Il devient conseiller général sous la Restauration, et député de la Charente-Maritime de 1815 à 1819, siégeant dans la majorité de la Chambre introuvable.
En 1826, dans le cadre de l'indemnisation des anciens propriétaires français par la République d'Haïti, et en tant qu'héritier de planteurs de Saint-Domingue, Denis Charles Jean Marie touche la somme de 14 635 francs or, en dédommagement de la perte, à la suite de la Révolution haïtienne, des plantations et esclaves appartenant à la famille.

## Sources
- « Denis Charles Jean Marie de Mac-Carthy », dans Adolphe Robert et Gaston Cougny, Dictionnaire des parlementaires français, Edgar Bourloton, 1889-1891 [détail de l’édition]